# El Universo (1900-1936)
El Universo fue un periódico católico y conservador español editado en Madrid entre 1900 y 1936. Actuó como órgano de la Junta Central de Acción Católica. 
Junto con El Siglo Futuro (integrista), El Correo Español (carlista) y El Correo Catalán (carlista), fue uno de los periódicos más destacados de la prensa católica reaccionaria española de principios del siglo XX.

## Historia

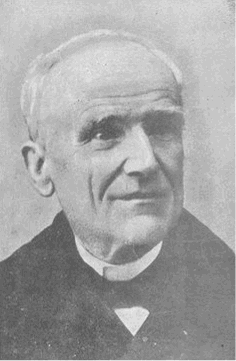
Juan Manuel Ortí y Lara, catedrático de Metafísica de la Universidad Central, fundador y primer director de El Universo (1900-1902).

El Universo fue fundado por Juan Manuel Ortí y Lara, antiguo redactor integrista del diario El Siglo Futuro, junto con el marqués de Comillas, propietario de la Compañía Trasatlántica, quien proporcionó el apoyo financiero. Participaron asimismo en la creación del diario Rufino Blanco Sánchez y Álvaro López Núñez. Este último había colaborado también años antes en la fundación La Lectura Dominical.
Según José Andrés Gallego, también pudieron haber facilitado ayuda económica los hermanos Luis y Alejandro Pidal y Mon, que anteriormente habían contado con los periódicos La Unión (1882-1887) y La Unión Católica (1887-1899) para la difusión de sus ideas.
El nombre de esta cabecera se hacía eco del longevo diario francés L'Univers que había fundado el periodista católico ultramontano Louis Veuillot. El Universo publicó su primer número el 1 de octubre de 1900. Tuvo su redacción en la calle de los Leones, núm. 2, y posteriormente en la calle del Marqués de Valdeiglesias, núm. 13, y en la calle Olózaga, núm. 1.
En un principio llevó por subtítulo «Periódico político católico» con licencia eclesiástica para publicar domingos y festivos. Su rival El Siglo Futuro acusaría a Ortí y Lara de traidor por haberse pasado al bando «mestizo» (que el mismo Ortí había combatido anteriormente), al tratar de hacer compatible la defensa del catolicismo y del conservadurismo alfonsino dentro del sistema parlamentario liberal.
El periódico se propondría superar las disputas con los obispos y los enfrentamientos entre políticos y periódicos católicos por que se había caracterizado el integrismo. Al preparar su publicación, Ortí y Lara envió un mensaje de adhesión incondicional al papa León XIII, pidiendo su apostólica bendición para El Universo. El cardenal Rampolla, secretario de Estado de la Santa Sede, le contestaría en los siguientes términos: 

Ilustrísimo Sr. En el acto de manifestar al Padre Santo el deseo de V. S. I. de recibir la Apostólica bendición como presagio de prosperidad para el diario que el próximo Octubre, comenzará á publicarse bajo su dirección, he dado á conocer á Su Santidad las rectas intenciones y laudables propósitos con que pensais volver á la palestra periodística. El Augusto Pontífice se complace en la esperanza de que el nuevo diario ayude eficazmente á la organización y á la unión de las fuerzas católicas en ese país, porque vuestra devoción á la Santa Sede es garantía segura de la conformidad que habrá de haber en el diario dirigido por V. S. I. con las enseñanzas de la misma Santa Sede. Su Santidad pues se ha dignado encargarme que os anime en su augusto nombre a que pongais por obra esos vuestros encomiados y laudables propósitos y os conforte en la empresa que vais á cometer. Su Santidad os otorga muy de corazón la Bendición que habeis implorado. Tengo el gusto de hacérselo así presente, repitiéndome de V. S. I. con sentimientos de sincera estima, afectísimo servidor, M. Cardenal Rampolla.—Roma 26. de Julio de 1900, Sr. Profesor Juan M. Ortí y Lara.

Poco de entrar en circulación El Universo, el Nuncio de Su Santidad en España recomendaría paladinamente su lectura, reiterando que contaba con el beneplácito y la bendición del papa.

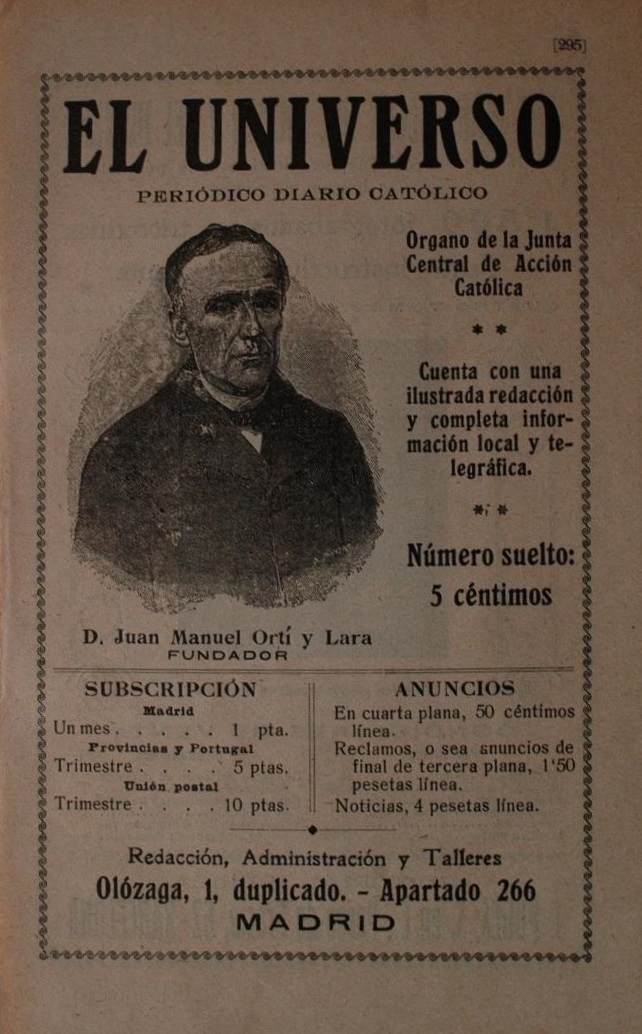
Publicidad de El Universo (1921)

El Universo, que alardeaba de ser el único periódico diario de Madrid que se publicaba con censura eclesiástica, hacía propaganda en su prospecto de una «política independiente», «defensa del orden y de la justicia», «moralidad en el texto», «colaboración autorizada», «redacción escogida», «información propia telegráfica, telefónica y postal», «noticias directas de los centros administrativos y de los Cuerpos colegisladores», «información diplomática», «sección para la mujer», «novelas de los más famosos autores nacionales y extranjeros, aprobadas por la autoridad eclesiástica», «grabados de actualidad», «revista de la prensa», «información eclesiástica y militar», «literatura y crítica de Arte», «revistas científicas y de higiene popular», «boletín meteorológico y pronósticos del tiempo», «revistas de ciencias históricas y noticias bibliográficas», «revistas sociales y revistas pedagógicas», «revistas financieras» y «cuentos escogidos».
Especialmente bajo la batuta de su primer director, Juan Manuel Ortí y Lara, el diario demostró una nítida coherencia ideológica, «sujeto siempre a la disciplina de la Iglesia y a las inspiraciones de la Junta Central de Acción Católica». El Universo se expresó sin ambajes contra la libertad de cátedra, el sufragio universal y otros principios de la izquierda liberal como la laicización de la enseñanza, y en defensa incondicional de la Iglesia católica. Como decía el propio Ortí y Lara, sus redactores se sentían «guerreros del bien que luchaban contra Satanás»:

No es, pues, la paz el estado en que nos hallamos en estos solemnes momentos; ¿cuándo hubo ni pudo haber paz entre los moradores de la ciudad de Dios y sus contrarios, entre Cristo y Luzbel, entre la civilización y la anarquía? Antes esta lucha, acaecida en todos los siglos, se ha recrudecido precisamente en los últimos días del siglo actual.

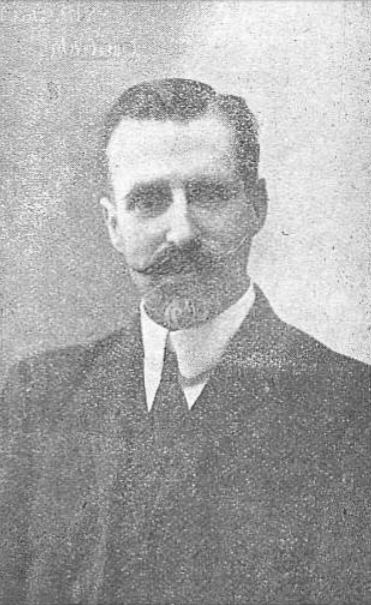
Rufino Blanco Sánchez, profesor de Pedagogía fundamental de la Escuela de Estudios superiores de Madrid y presidente de la Asociación de la Prensa de Madrid, segundo director de El Universo (1902-1936).

Según Constantino Bayle, biógrafo de Claudio López Bru, para el marqués de Comillas El Universo era su periódico por antonomasia, el que más directamente representaba sus ideas y más se llevaba su dinero. Tanto El Universo como el marqués de Comillas se pusieron siempre «al servicio incondicional de la Iglesia, de la Patria y de la Monarquía». Según el periódico conservador El Debate, la alta política del marqués de Comillas descansaba sobre tres grandes principios: «unidad nacional, unión de España con el Rey y armonía del Estado con la Santa Sede».
A mediados de 1902 Rufino Blanco Sánchez sucedió a Ortí y Lara en la dirección. Se nombraron entonces corresponsales literarios en todas las capitales de provincia, aumentaron en 1500 pesetas anuales los gastos en telegramas para informar de los asuntos de Europa y se incrementaron los caudales destinados a propaganda. Pasó asimismo a subtitularse «Diario de la mañana». Rufino Blanco, escritor y pedagogo, extremaría la nota clerical del diario hasta casi hacer desaparecer su carácter político.
Al acceder a la presidencia del gobierno Antonio Maura, El Universo fue el primero en proclamar que Maura era un católico práctico, transportando su crédito «como católico y como mejor gobernante» hasta la Corte, la nunciatura, el episcopado y la Santa Sede, lo cual le valió al diario más de 2000 bajas de suscriptores recelosos del maurismo.
Durante el gobierno del Partido Liberal, ante la voluntad del conde de Romanones de quitar el catecismo de las escuelas, en 1913 El Universo impulsó la campaña de la Junta de Acción Católica a favor de la instrucción religiosa, a la que se adhirieron más de 12 000 maestros de primaria, lo que El Universo calificó como una «protesta inmensa del profesorado español». El Universo también publicó una lista de repudio con las firmas de 712 catedráticos y profesores oficiales, que contrarrestaba a los 259 firmantes de un manifiesto en contra.

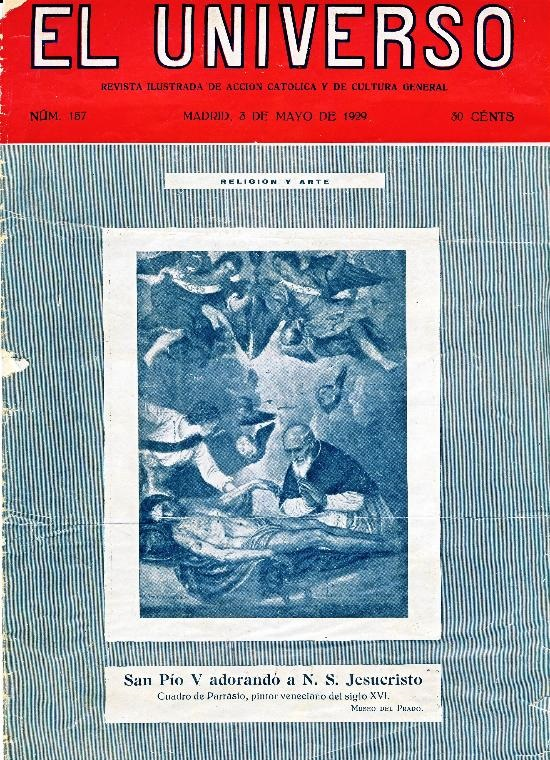
Portada de El Universo del 3 de mayo de 1929

En septiembre de 1918 proclamó las bondades del gobierno de concentración presidido por Antonio Maura en el que participaron los dirigentes de las principales facciones monárquicas, incluido el Partido Liberal. En una carta del marqués de Comillas que publicó El Universo, se decía que era preciso apoyar al gobierno, ya que tenía la autoridad suficiente para imponerse por la razón y la ley a las facciones desbordadas y que la alternativa era un gobierno formado por catalanistas e izquierdistas antidinásticos. Al año siguiente, volvería a adherirse a la derecha dinástica compuesta por mauristas y ciervistas para evitar el derrumbamiento del régimen.
A partir de 1926 El Universo pasó a ser semanal, adquirió una numeración nueva con un nuevo formato, portada ilustrada y cabecera de color rojo y se subtituló «Revista ilustrada de acción católica». Publicó su último número el 17 de julio de 1936. Según Sáiz y Seoane, su difusión fue siempre escasa: en sus mejores momentos no habría superado la tirada de 15 000 ejemplares.
Blanco, que continuó dirigiendo la publicación hasta su desaparición en 1936, sería asesinado por revolucionarios tras el estallido de la guerra civil española.

### Colaboradores
Entre sus colaboradores más señalados figuraron Valentín Gómez, Ángel Salcedo y Ruiz, Damián Isern, el marqués de Pidal, Juan Menéndez Pidal y Mariano Tirado (redactor jefe del diario), la mayoría de los cuales colaboraron también con la revista católica La Lectura Dominical.
Otros de los redactores y colaboradores de El Universo en su primera etapa fueron Julio Alarcón y Meléndez, Francisco Barber, Juan de Dios Blas y Martín, Gabriel Casanova (franciscano), Amando Castroviejo, Manuel Corvera y Cepillo, Eustaquio Chillón y Fernández, Félix Díaz Gallo, Melquiades García Vicente, Pedro Izquierdo y Corral, Álvaro López Núñez, Ramón Martínez Vigil, Ramón Méndez (presbítero), José Messeguer y Costa (obispo), Federico Olmeda (presbítero), Alfonso Ortiz de la Torre, Julián Pereda (presbítero), Manuel Piñeiro Herba, Amadeo Rodríguez, Mariano Rodríguez Macías, Federico Romero y Sarachaga, Ildefonso Serrano (presbítero), Gregorio J. Serrano, Eduardo Torralba y Medina, N. Torroba, Francisco J. Valdés y Noriega (agustino), Carolina Valencia de López Núñez, Juan de Dios Vico y Bravo, Francisco Villa Real, José Wangüemert Poggio, César García Iniesta, Eusebio Gómez Platero (presbítero) y Carlos Huidobro y Viñas. Otro ilustre colaborador del periódico fue Federico Leal.
El 21 de mayo de 1912, El Universo dedicó a la memoria de Marcelino Menéndez Pelayo un número extraordinario, con grabados y facsímiles, en el que colaboraron Alejandro Pidal, Emilia Pardo Bazán, Francisco Rodríguez Marín, Miguel García Romero, Blanca de los Ríos, Ricardo León, Juan Valera, Eduardo Sanz y Escartín, Eduardo Jusué, el padre Zacarías Martínez-Núñez, Concha Espina de Serna, Alberto Pinheiro Torres, Ángel Salcedo, José Rogerio y Rufino Blanco.